# Capel, Surrey
Capel är en ort och civil parish i Storbritannien.   Den ligger i grevskapet Surrey och riksdelen England, i den södra delen av landet, 40 km söder om huvudstaden London. Capel ligger 89 meter över havet och antalet invånare är 3 624.
Terrängen runt Capel är platt.Runt Capel är det tätbefolkat, med 276 invånare per kvadratkilometer. Närmaste större samhälle är Crawley, 10,6 km öster om Capel. I omgivningarna runt Capel växer i huvudsak blandskog.